# Вознесенское шоссе (Санкт-Петербург)
Вознесе́нское шоссе́ — шоссе в городе Колпино Колпинского района Санкт-Петербурга. Проходит от Колпинской улицы (у железнодорожной станции Колпино) до Петрозаводского шоссе.

## История
В окрестностях Колпино, поблизости от сёл Вознесенское (Корчмино) и Усть-Ижора в начале 1860-х годов был устроен Усть-Ижорский военный лагерь, занявший участок между реками Большая Ижорка и Нева. В 1867 году сюда были переведены сапёры, артиллерийская часть, а из Николаевского инженерного училища (Петергоф) — рота юнкеров. Одновременно Царское Село и берег Невы соединила новая дорога, прошедшая через Колпино — этот участок получит позднее, в 1918 году, наименование Лагерного шоссе. В 1868 году, согласно отчёту Министерства путей сообщения, было построено 4,8 вёрст ( 5120,64 метров, или 5км ) шоссе. По состоянию на 1872 год Вознесенское шоссе, протяжённостью 5,3 вёрст, входило в число шоссе, которыми управляло Министерство путей сообщения и которые были освобождены от шоссейного сбора.
С 1870-х годов магистраль от Колпино до Шлиссельбургского шоссе называлась Вознесе́нской улицей — по селу Вознесенское, в которое она ведёт. Также с конца XIX в. бытовало наименование Сапёрно-Лагерное шоссе, связанное с тем, что шоссе ограничивало территорию Усть-Ижорского сапёрного лагеря Императорского Сапёрного батальона. На карте Колпино 1902 года улица носит имя «дорога в сапёрный лагерь».
В 1918 году была переименована в Лагерное шоссе, при этом участки на территории Колпино и по границе посёлков Понтонный и Сапёрный сохраняли самостоятельную нумерацию домов.
В декабре 2013 года Топонимическая комиссия Санкт-Петербурга одобрила переименование колпинского участка Лагерного шоссе (от Колпинской улицы до Волховстроевской железнодорожной линии) в Вознесенское шоссе, тем самым восстанавливая дореволюционное название в изменённой форме. С 16 июня 2017 года название «Вознесенское шоссе» принято, при этом участок шоссе в посёлке Понтонный сохранил прежнее название Лагерное шоссе. Поводом для переименования стала просьба компании «Ленстройтрест», которая намеревалась возвести неподалёку жилой комплекс и выразила опасение, что у потенциальных покупателей жилья название шоссе станет ассоциироваться с колпинским следственным изолятором.
Осенью 2020 года на пересечении Вознесенского, Лагерного и Петрозаводского шоссе началось строительство дорожной развязки, включающей строительство путепровода над Петербурго-Вологодской железной дорогой. 19 октября 2023 года было открыто движение по половине путепровода, в том числе съезд на Петрозаводское шоссе. 31 августа 2024 года движение по новому путепроводу было открыто полностью.

## Пересечения
- Колпинская улица
- Водопадная улица
- Невская улица
- Ивановская улица
- Рабочий переулок
- Межевая улица
- Межевой переулок / улица Индустриализации
- Береговая улица
- Рубежное шоссе
- Понтонная улица
- Первомайская улица
- Оружейная улица
- Южная улица (Понтонный)

## Транспорт
Ближайшая станция метро — «Рыбацкое», ближайшие железнодорожные станции — Колпино, Сапёрная и Понтонная.
По шоссе проходят трассы автобусных маршрутов № 328, 331, 335, 335А, 389, 438, 438З.